# Thomas Lam
Thomas Lam (* 18. prosince 1993, Amsterdam, Nizozemsko) je finský fotbalový obránce, který v současné době působí v klubu PEC Zwolle. Haje na postu stopera.

## Klubová kariéra
V Nizozemsku nejprve profesionálně působil v AZ Alkmaar. V červenci 2014 přestoupil do PEC Zwolle, s ním na začátku sezony 2014/15 vyhrál Johan Cruijff Schaal (nizozemský Superpohár, výhra 1:0 nad Ajaxem).

## Reprezentační kariéra
Thomas Lam je mládežnickým reprezentantem Finska.